# Cowdenbeath Football Club
Cowdenbeath Football Club é um clube de futebol da Escócia, sediado na cidade de Cowdenbeath. Fundado em 1881, seus jogos como mandante acontecem no estádio Central Park, que possui capacidade de 4.370 lugares
A equipe do Cowdenbeath nunca disputou a Primeira Divisão da Escócia, tendo se estabelecido nas divisões inferiores do futebol escocês, chegando a militar em escalões semi-profissionais do país.
Suas cores são azul, branco e vermelho (uniforme titular) e vermelho e branco (uniforme reserva).

## Uniforme
- Uniforme titular: Camisa azul com mangas brancas, calção azul e meias vermelhas.
- Uniforme reserva: Camisa amarela com detalhes azuis, calção azul e meias brancas.

## Títulos
- Segunda Divisão escocesa: 3
  - (1913–14, 1914–15, 1938–39)
- Terceira Divisão escocesa: 1
  - (2011–12)
- Quarta Divisão escocesa: 1
  - (2005–06)

## Links
- Site oficial do Cowdenbeath